# Retrato Falhado
Retrato Falhado é um filme de curta-metragem brasileiro, de 2011, dirigido por André Warwar.  A obra é uma adaptação do conto de mesmo nome do  livro 10 contos Policiais, de Zé Dassilva.O filme é o primeiro a ser exibido no Brasil com a resolução 4k. 

## Sinopse
O curta conta a história de um retratista da polícia, pintor frustrado,  que se vê envolvido numa investigação por conta de uma brincadeira de bar.

## Prêmios
- Hors Concours- Festival do Rio de 2011.